# وزیر امور خارجه استونی
وزیر امور خارجه استونی (استونیایی: välisminister) یکی از وزیران دولت استونی است که مسئولیت روابط میان استونی و کشورهای خارجی را بر عهده دارد.

## فهرست وزیران
| #      | نام                            | از              | تا              | حزب                               |
| ------ | ------------------------------ | --------------- | --------------- | --------------------------------- |
| ۱      | یان پوسکا                      | ۲۴ فوریه ۱۹۱۸   | ۲۰ سپتامبر ۱۹۱۹ | Estonian People's Party           |
| ۲      | آنتس پیپ                       | ۹ اکتبر ۱۹۱۹    | ۱۸ نوامبر ۱۹۱۹  | Estonian Labour Party             |
| ۳      | آدو بیرک                       | ۱۸ نوامبر ۱۹۱۹  | ۲۸ ژوئیه ۱۹۲۰   | Estonian People's Party           |
| ۴      | کارل رابرت پوستا               | ۲۸ ژوئیه ۱۹۲۰   | ۳۰ ژوئیه ۱۹۲۰   |                                   |
| ۵      | آدو بیرک (2nd term)            | ۳۰ ژوئیه ۱۹۲۰   | ۲۶ اکتبر ۱۹۲۰   | Estonian People's Party           |
| ۶      | اوتو استراندمن                 | ۲۶ اکتبر ۱۹۲۰   | ۱۴ ژانویه ۱۹۲۱  | Estonian Labour Party             |
| ۷      | آنتس پیپ (2nd term)            | ۲۵ ژانویه ۱۹۲۱  | ۲۰ اکتبر ۱۹۲۲   | Estonian Labour Party             |
| ۸      | الکساندر هلات                  | ۲۸ نوامبر ۱۹۲۲  | ۲ اوت ۱۹۲۳      |                                   |
| ۹      | فریدریش آکل                    | ۲ اوت ۱۹۲۳      | ۲۶ مارس ۱۹۲۴    | Christian People's Party          |
| ۱۰     | اوتو استراندمن (2nd term)      | ۲۶ مارس ۱۹۲۴    | ۱۴ مه ۱۹۲۴      | Estonian Labour Party             |
| ۱۱     | Kaarel Robert Pusta (2nd term) | ۶ ژوئن ۱۹۲۴     | ۵ اکتبر ۱۹۲۵    |                                   |
| ۱۲     | آدو بیرک (3rd term)            | ۲۳ اکتبر ۱۹۲۵   | ۱۵ دسامبر ۱۹۲۵  | Estonian People's Party           |
| ۱۳     | آنتس پیپ (3rd term)            | ۱۵ دسامبر ۱۹۲۵  | ۲۳ ژوئیه ۱۹۲۶   | Estonian Labour Party             |
| ۱۴     | فریدریش آکل (2nd term)         | ۲۳ ژوئیه ۱۹۲۶   | ۱۱ نوامبر ۱۹۲۷  | Christian People's Party          |
| ۱۵     | Aleksander Hellat (2nd term)   | ۱۱ نوامبر ۱۹۲۷  | ۹ دسامبر ۱۹۲۷   |                                   |
| ۱۶     | هانس ربانه                     | ۹ دسامبر ۱۹۲۷   | ۴ دسامبر ۱۹۲۸   | Farmers' Assemblies               |
| ۱۷     | یان لاتیک                      | ۴ دسامبر ۱۹۲۸   | ۱۲ فوریه ۱۹۳۱   | Christian People's Party          |
| ۱۸     | یان تونیسون                    | ۱۲ فوریه ۱۹۳۱   | ۱۹ ژوئیه ۱۹۳۲   | Estonian People's Party           |
| ۱۹     | میکل پونگ                      | ۱۹ ژوئیه ۱۹۳۲   | ۱ نوامبر ۱۹۳۲   | National Centre Party             |
| ۲۰     | آگوست ری                       | ۱ نوامبر ۱۹۳۲   | ۱۸ مه ۱۹۳۳      | Estonian Socialist Workers' Party |
| ۲۱     | آنتس پیپ (4th term)            | ۱۸ مه ۱۹۳۳      | ۲۱ اکتبر ۱۹۳۳   | National Centre Party             |
| ۲۲     | Julius Seljamaa                | ۲۱ اکتبر ۱۹۳۳   | ۲ ژوئن ۱۹۳۶     |                                   |
| ۲۳     | فریدریش آکل (3rd term)         | ۲ ژوئن ۱۹۳۶     | ۹ مه ۱۹۳۸       |                                   |
| ۲۴     | Karl Selter                    | ۹ مه ۱۹۳۸       | ۱۲ اکتبر ۱۹۳۹   |                                   |
| ۲۵     | آنتس پیپ (5th term)            | ۱۲ اکتبر ۱۹۳۹   | ۲۱ ژوئن ۱۹۴۰    |                                   |
| ۲۶     | آگوست ری                       | ۱۸ سپتامبر ۱۹۴۴ | ۲۵ سپتامبر ۱۹۴۴ |                                   |
|        | الکساندر وارما (در تبعید)      | ۱۹۵۳            | ۱۹۶۳            |                                   |
|        | August Koern (در تبعید)        | ۱۹۶۴            | ۱۹۸۲            |                                   |
|        | Elmar Lipping (در تبعید)       | ۱۹۸۲            | ۱۹۹۰            |                                   |
|        | Olev Olesk (در تبعید)          | ۱۹۹۰            | ۱۹۹۲            |                                   |
| ۲۷     | لنارت مری                      | ۱۱ آوریل ۱۹۹۰   | ۲۴ مارس ۱۹۹۲    | Popular Front of Estonia          |
| ۲۸     | یان مانیتسکی                   | ۶ آوریل ۱۹۹۲    | ۲۱ اکتبر ۱۹۹۲   | (none)                            |
| ۲۹     | تریویمی ولیسته                 | ۲۱ اکتبر ۱۹۹۲   | ۷ ژانویه ۱۹۹۴   | Pro Patria Union                  |
| ۳۰     | یوری لویک                      | ۸ ژانویه ۱۹۹۴   | ۱۷ آوریل ۱۹۹۵   | Pro Patria Union                  |
| ۳۱     | ریوو سینییارو                  | ۱۷ آوریل ۱۹۹۵   | ۶ نوامبر ۱۹۹۵   | Estonian Coalition Party          |
| ۳۲     | سیم کالاس                      | ۶ نوامبر ۱۹۹۵   | ۲۲ نوامبر ۱۹۹۶  | حزب اصلاحات استونی                |
| ۳۳     | توماس هندریک ایلوس             | ۲ دسامبر ۱۹۹۶   | ۱۴ اکتبر ۱۹۹۸   | حزب سوسیال دموکراتیک استونی       |
| ۳۴     | رائول مالک                     | ۱۴ اکتبر ۱۹۹۸   | ۲۵ مارس ۱۹۹۹    | (none)                            |
| ۳۵     | توماس هندریک ایلوس (2nd term)  | ۲۵ مارس ۱۹۹۹    | ۲۸ ژانویه ۲۰۰۲  | حزب سوسیال دموکراتیک استونی       |
| ۳۶     | کریستینا اویولاند              | ۲۸ ژانویه ۲۰۰۲  | ۱۰ فوریه ۲۰۰۵   | حزب اصلاحات استونی                |
| ۳۷     | رین لانگ                       | ۲۱ فوریه ۲۰۰۵   | ۱۳ آوریل ۲۰۰۵   | حزب اصلاحات استونی                |
| ۳۸     | اورماس پائت                    | ۱۳ آوریل ۲۰۰۵   | ۱۷ نوامبر ۲۰۱۴  | حزب اصلاحات استونی                |
| ۳۹     | کیت پنتوس-روسیمانوس            | ۱۷ نوامبر ۲۰۱۴  | ۱۶ ژوئیه ۲۰۱۵   | حزب اصلاحات استونی                |
| ۴۰     | مارینا کایوراند                | ۱۶ ژوئیه ۲۰۱۵   | ۱۲ سپتامبر ۲۰۱۶ | کنشگر سیاسی مستقل                 |
| ۴۱     | یورگن لیگی                     | ۱۲ سپتامبر ۲۰۱۶ | ۲۳ نوامبر ۲۰۱۶  | حزب اصلاحات استونی                |
| ۴۲     | اسون میکسر                     | ۲۳ نوامبر ۲۰۱۶  | ۲۹ آوریل ۲۰۱۹   | حزب سوسیال دموکراتیک استونی       |
| ۴۳     | اورماس رینسالو                 | ۲۹ آوریل ۲۰۱۹   | ۲۶ ژانویه ۲۰۲۱  | ایساما                            |
| ۴۴     | ایوا-ماریا لیمتس               | ۲۶ ژانویه ۲۰۲۱  | ۳ ژوئن ۲۰۲۲     | حزب مرکزی استونی                  |
| -      | آندرس سوت (کفیل)               | ۳ ژوئن ۲۰۲۲     | ۱۸ ژوئیه ۲۰۲۲   | حزب اصلاحات استونی                |
| ۴۵     | اورماس رینسالو (2nd term)      | ۱۸ ژوئیه ۲۰۲۲   | ۱۷ آوریل ۲۰۲۳   | ایساما                            |
| ۴۶     | مارگوس ساهکنا                  | ۱۷ آوریل ۲۰۲۳   |                 | استونی ۲۰۰                        |
| Source |                                |                 |                 |                                   |